# Kouadio-Etienkro
Kouadio-Etienkro est une localité au centre de la Côte d'Ivoire dans la région du N'zi. Le village de Kouadio-Etienkro est rattaché au département de Dimbokro,.